# Harpagonopus confuentus
Harpagonopus confuentus är en mångfotingart som beskrevs av Loomis 1960. Harpagonopus confuentus ingår i släktet Harpagonopus, ordningen banddubbelfotingar, klassen dubbelfotingar, fylumet leddjur och riket djur. Inga underarter finns listade i Catalogue of Life.